# Brigades de la révolution de 1920
Les Brigades de la révolution de 1920  (arabe : كتائب ثورة العشرين, Katabb Thawra al-Ashrayn) sont une milice sunnite d'Irak formée en partie de membres de l'ancienne armée irakienne.

## Idéologie
Les Brigades de la révolution de 1920 sont islamiste sunnite et nationaliste.

## Actions
Le groupe est fondé en 2005. Il a utilisé des engins explosifs improvisés et des attaques armées contre les troupes d'occupation américaines dans le pays.